# Ургучан
Ургучан — село в Балейском районе Забайкальского края России в составе сельского поселения «Подойницынское».

## География
Село находится в северной части района на расстоянии примерно 18 километров по прямой на север от города Балей. 
Климат
Климат характеризуется как резко континентальный с продолжительной холодной малоснежной зимой. Абсолютный минимум температуры воздуха самого холодного месяца (января) составляет −45,5 °C; абсолютный максимум самого тёплого месяца (июля) — 39,2 °C. Среднегодовое количество атмосферных осадков составляет 308,3 мм.

## История
С 1935 года работает горно-климатический бальнеологический курорт .

## Население
Постоянное население составляло 121 человек в 2002 году (русские 97%), 126 человек в 2010 году.

## Инфраструктура
В селе функционирует горно-климатический бальнеологический курорт и санаторий.